# Desa Pasirmulya (administrativ by i Indonesien, lat -6,60, long 106,78)
Desa Pasirmulya är en administrativ by i Indonesien.   Den ligger i provinsen Jawa Barat, i den västra delen av landet, 40 km söder om huvudstaden Jakarta.